# Myrmeblattina longipes
Myrmeblattina longipes är en kackerlacksart som först beskrevs av Lucien Chopard 1924.  Myrmeblattina longipes ingår i släktet Myrmeblattina och familjen småkackerlackor. Inga underarter finns listade i Catalogue of Life.